# 王仲文
王 仲文（おう ちゅうぶん/ちゅうもん）は、飛鳥時代から奈良時代にかけての官人・陰陽師。名は中文とも記される。初めは僧侶で法名は東楼。官位は従五位下・天文博士。

## 経歴
高句麗を由来とする渡来人とされる。王仲文は、漢姓・漢名の中国人名である。高句麗人の人名は基本的に高句麗滅亡まで中国化することはなかった。全徳在（朝鮮語: 전덕재、檀国大学）は、王仲文は、中国が朝鮮に設置した楽浪郡・帯方郡で支配層を形成していた中国系豪族・楽浪王氏の出身であり、314年頃の高句麗の攻撃による楽浪郡・帯方郡滅亡後、高句麗に吸収された楽浪王氏の遺民とみて間違いない、と指摘している。
法名を東楼と称する僧侶であったが、文武朝の大宝元年（701年）勅令により、恵耀・信成と共に還俗して本姓に復し、王中文と名乗った。その後時期は不明ながら、官人考試帳に陰陽師・高金蔵（以前同時に還俗した信成）や陰陽博士・觮兄麻呂（以前同時に還俗した恵耀）らと共に、陰陽師として占卜効験多者最により「中上」の評価されている記録がある（この時の官位は従六位下行天文博士。年齢は45歳）。
元正朝の養老2年（718年）従五位下に叙爵する。養老5年（721年）百官の中から学業を修め模範とするに足る者を選んで褒賞を与えたが、陰陽に優れる者として、津守通・角兄麻呂らと共に、絁10疋・絹糸10絇・布20端・鍬20口を与えられた。この時に選ばれた人物は、『藤氏家伝』下に神亀年間（724年 - 729年）の学芸の士として列挙されたものが多く、皇太子首皇子（のちの聖武天皇）の教育に資するため、文芸学術に優れたものを近侍させたものと見られる。
養老から天平年間（717年 - 749年）の筮卜の大家とされている。

## 官歴
『続日本紀』による。
- 大宝元年（701年） 8月2日：還俗（東楼から王中文に改姓改名）
- 時期不詳：従六位下。天文博士[11]
- 時期不詳：正六位上
- 養老2年（718年） 正月5日：従五位下
- 養老5年（721年） 正月27日：賜絁10疋・糸10絇・布20端・鍬20口